# Aimable Constant Jéhenne
Pour son petit-fils, lui aussi amiral, voir Paul-Amable Jéhenne.
Aimable Constant Jéhenne, né le 11 septembre 1799 à Saint-Malo-de-la-Lande et mort le 29 mai 1863 à Brest, est un officier de marine français. Il termine sa carrière avec le grade de contre-amiral et grand-officier de la Légion d'honneur.

## Biographie
Entre dans la Marine en 1812, comme mousse sur L'Adèle et Le Rhône ; basés sur le port de Cherbourg. Il étudie à l'École navale à Brest et en sort aspirant le 24 août 1815. En 1817, il participe à une campagne aux Antilles et dans le golfe du Mexique sur le Laurier ; puis en 1818, campagne à bord de L’Écureuil, sur les côtes occidentales d'Afrique. Promu au grade d'enseigne de vaisseau le 22 août 1821, il prend part en 1823 sur la Malouine au blocus de Saint-Sébastien et de La Corogne, pendant l'expédition d'Espagne. De 1824 à 1829, il effectue sur les côtes de France, cinq campagnes hydrographiques. Il reçoit son brevet de lieutenant de vaisseau le 31 décembre 1828 et participe au débarquement d'Alger en 1830. Il commande le Brestoise en 1831-1832, et surveille les côtes de Vendée, lors de la tentative d'insurrection menée par la duchesse de Berry. En 1835, il est second à bord de la Naïade, basée dans la station du Brésil. Il étudie l'hydrographie de la baie de Rio de Janeiro. Commandant la Prévoyante, il est promu capitaine de corvette le 30 septembre 1840.

Carte marine de Mayotte, relevée par le capitaine Jehenne en 1842

Il fait campagne pendant trois ans dans l'océan Indien. Il rapportera aux Antilles des plants de caféiers, et travaille à l'hydrographie de La Réunion, des Comores, de Madagascar. Capitaine de vaisseau le 8 septembre 1846, il commande la Boussole, basée sur la station de Terre-Neuve. En octobre 1848, il devient membre du Comité consultatif du Dépôt des cartes. En 1854, commandant du Henri-IV, il participe à la campagne de Crimée. Contre-amiral le 3 février 1855, il est major général auprès du préfet maritime du 2e arrondissement à Brest. En octobre 1856, il est nommé préfet maritime du 3e arrondissement à Lorient. de novembre 1858 à décembre 1860. Il est nommé commandant en chef l'escadre d'évolutions, à bord du Donawerth. Il est promu grand-officier de la Légion d'honneur en août 1861. Il quitte le service actif en 1861.

## Publication
- Renseignements nautiques sur Nossi-Bé, Nossi-Mitsion... (côte nord-ouest de Madagascar) et sur l'île de Mayotte, 1850

### Sources et bibliographie
- Numa Broc, Dictionnaire des Explorateurs français du XIXe siècle, T.4, Océanie, CTHS, 2003, p. 208-209